# Moto X Style
O Moto X Style (conhecido por Moto X Pure Edition nos Estados Unidos) faz parte da terceira geração da linha Moto X da Motorola Mobility. Foi anunciado em 28 de julho de 2015 e lançado posteriormente no mesmo ano. Este smartphone foi visto em dezembro de 2017 com Android 7.1.1 Nougat no sítio GFXBench.

## Lançamento
O smartphone foi anunciado em uma conferência integrada, realizada em Nova Iorque, Londres e São Paulo. O evento também revelou o  Moto X Play e o Moto G de terceira geração, além do serviço Moto Maker, que permite criar o design e escolher configurações do seu próprio aparelho, no Brasil.